# Khanatti, Gokak
Khanatti là một làng thuộc tehsil Gokak, huyện Belgaum, bang Karnataka, Ấn Độ.